# Joaquim da Fonseca

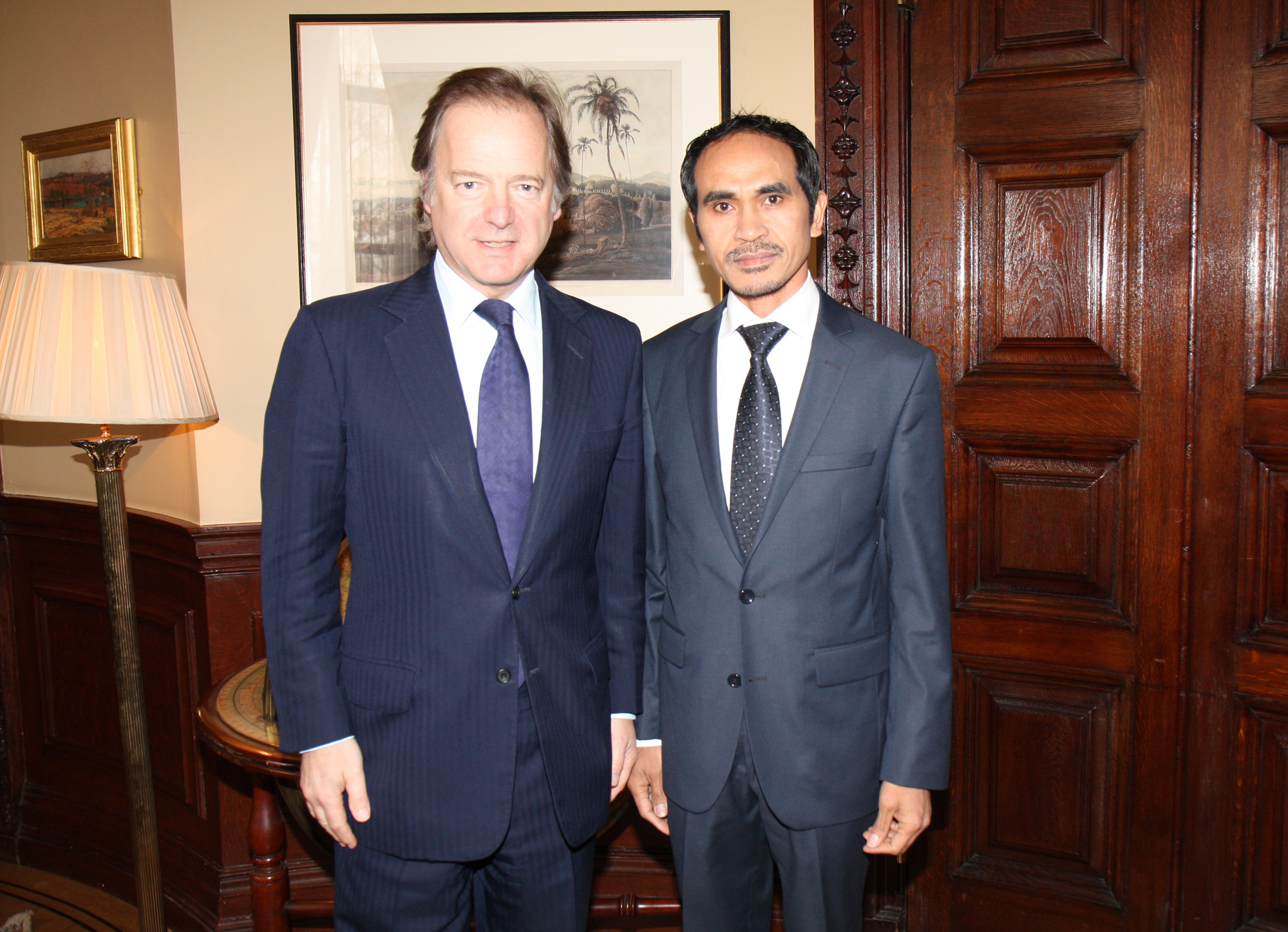
Joaquim da Fonseca (rechts), zusammen mit dem britischen Außenminister Hugo Swire (2014)

Joaquim António Maria Lopes da Fonseca ist ein osttimoresischer Diplomat. Bis 2020 war er Botschafter Osttimors im Vereinigten Königreich und in den Niederlanden.

## Werdegang
Während der indonesischen Besatzung beteiligte sich Joaquim da Fonseca am Widerstand gegen die Invasoren. 1996 war er Mitbegründer der Yayasan HAK. Während des Unabhängigkeitsreferendums in Osttimor 1999 arbeitete er für die Human Rights Advocacy Division zur Wählerbildung und Bericht von Menschenrechtsverletzungen. Die Räume der Organisation wurden von pro-indonesischen Milizen angegriffen und Fonseca und die anderen osttimoresischen Mitarbeiter überlebten nur, weil zwei ausländische Aktivisten sich weigerten, ohne ihre osttimoresischen Kollegen in Sicherheit gebracht zu werden.
Für das unabhängige Osttimor war Fonseca an der Erstellung der Verfassung beteiligte. 2006 bis 2007 war Fonseca Berater des Premierministers zum Thema Menschenrechte und leitete die Erstellung des ersten Menschenrechtsberichts des Landes.
Zwischen September 2007 und Dezember 2008 war Fonseca Berater des Premierministers zu Fragen der Zivilgesellschaft. Dabei war er mit der Reintegration der ehemaligen Rebellen nach den Unruhen in Osttimor 2006 beauftragt.
2009 wurde Fonseca Botschafter Osttimors in Genf mit zahlreichen Zuständigkeiten. Am 9. Februar 2009 wurde er für die Vereinten Nationen in Genf akkreditiert, am 7. Mai für die Schweiz und am 28. Mai für Monaco. Auf diesem Posten blieb er bis Februar 2013. Der Schwerpunkt seiner Arbeit lag beim UN-Menschenrechtsrat. Abgelöst wurde Fonseca in Genf von Marciano da Silva. Am 6. August 2013 wurde Fonseca zum ersten Botschafter Osttimors im Vereinigten Königreich, mit Sitz in London, ernannt. Seine Akkreditierung übergab er am 14. Februar 2014. Außerdem wurde er Botschafter Osttimors in den Niederlanden. Parallel war Fonseca in den Grenzstreitigkeiten zwischen Australien und Osttimor 2013/14 Vertreter seines Landes vor dem Ständigen Schiedsgerichtshof in Den Haag. Fonsecas Dienstzeit in London endete 2020.

## Privates
Durch die indonesische Besatzung kamen drei Brüder von Joaquim da Fonseca ums Leben.
Fonseca spricht Englisch, Portugiesisch, Tetum, Fataluku, Indonesisch, Javanesisch und Batak. Er hat an der London School of Economics and Political Science (LSE) studiert.